# El Quebrachal
El Quebrachal es una ciudad en el Departamento Anta, provincia de Salta, noroeste de Argentina. Se llega desde la capital provincial por la Ruta Nacional 34 y Ruta Nacional 16. Pertenece al Área Agroecológica Chaco Semiárido.

## Toponimia
En homenaje a los extensos bosques de quebracho, muy devastados

## Población
La cantidad de habitantes con la que cuenta la ciudad es de 13.985, distribuidos tanto en la zona urbana como así también en los distintos parajes pertenecientes a la tercera sección del Departamento de Anta.

## Parroquia Cristo Rey
El Cura Párroco es el Pbro. Fernando Campero. Pertenece al Decanato Sur de la Provincia. Su Santo patrono es Cristo Rey
Fundada el 21 de noviembre de 1996. anteriormente atendida por el párroco encargado de Joaquín V. González o por Misioneros.
Las imágenes del Señor y La Virgen del Milagro fueron donadas por la familia Saravia, las cuales fueron traídas de España. La fiesta patronal Cristo Rey es celebrada en noviembre.

## Fiestas

### Patronales
- Fiesta en honor a Cristo Rey, tercer domingo de noviembre.

### Del garbanzo
- Primera semana de diciembre, la cual ya no se celebra hace muchos años.

## Primer emplazamiento de la ciudad de Esteco
Un grupo de arqueólogos CONICET encontró vestigios del asentamiento colonial, a 30 km de El Quebrachal. Junto con estudiantes de las Universidades de La Plata y de Salta, encontraron en territorio de esta provincia restos del primer asentamiento de la ciudad de Esteco.
La ciudad de “Talavera de Esteco” o “Esteco Viejo”, estaba a 30 km al norte de aquí, en los bosques de El Vencido. Se trasladó en 1609, debido a su decadencia comercial, y los 60.000 hab. fueron llevadas hasta la Villa de Nueva Madrid (a 330 km de El Quebrachal). Y así nace Talavera de Madrid de Esteco que, luego de pasar por problemas relacionados con enfermedades y pestes y ataques de indios, fue trasladado a 20 km de la actual Metán.
En este último lugar -Campo Azul, camino a Galpón- es donde se generó la leyenda. Afirman que la ciudad colonial sería “castigada por Dios”, el 13 de septiembre de 1692, a las 10:00, cuando desapareció a consecuencia de un devastador terremoto.
Esteco Viejo fue una ciudad fundada por los realistas, en el siglo XVI, conocida como Cáceres, ciudad coqueta y voluptuosa o el jardín de Venus.
Hasta 2006, se encontraron cerámicas y tinajas, lozas de talavera de origen europeo, botellas y damajuanas, alfileres y un dedal de plata, todo de origen español. 

## Defensa Civil

### Sismicidad
La sismicidad del área de Salta es frecuente y de intensidad baja, y un silencio sísmico de terremotos medios a graves cada 40 años.
- Sismo de 1930: aunque dicha actividad geológica catastrófica, ocurre desde épocas prehistóricas, el terremoto del 24 de diciembre de 1930 (94 años),[3] señaló un hito importante dentro de la historia de eventos sísmicos jujeños, con 6,4 Richter. Pero nada cambió extremando cuidados y/o restringiendo códigos de construcción.[2]
- Sismo de 1948: el 25 de agosto de 1948 (76 años) con 7,0 Richter, el cual destruyó edificaciones y abrió numerosas grietas en inmensas zonas[3][2]
- Sismo de 2010: el 27 de febrero de 2010 (15 años) con 6,1 Richter